# Rasmus Heisterberg
Rasmus Heisterberg (født 12. december 1974) er en dansk manuskriptforfatter, der siden 2003 har skrevet – alene eller i samarbejde med andre, ofte Nikolaj Arcel – manuskript til en række danske film.
Heisterberg er uddannet på Den Danske Filmskoles manuskriptlinje, og han indledte karrieren som manuskriptforfatter med at skrive afsnit til et par tv-serier, inden han skrev manuskriptet til Carsten Myllerups ungdomsgyser Midsommer. Gennembruddet kom allerede med den næste film, Kongekabale, som han skrev sammen med filmens instruktør, Nikolaj Arcel. Disse to har siden haft et produktivt samarbejde, og parrets hidtil største succes kom med manuskriptet til den med spænding ventede filmatisering af Stieg Larssons succeskrimi, Mænd der hader kvinder, som i 2011 modtog en BAFTA Award for bedste udenlandske film.

## Filmografi
- P.I.S. (tv-serie, tre afsnit som medforfatter, 2000)
- De udvalgte (tv-serie, seks afsnit, 2001)
- Midsommer (2003)
- Kongekabale (sammen med Nikolaj Arcel, 2004)
- Der var engang en dreng - som fik en lillesøster med vinger (sammen med Michael Wikke og Steen Rasmussen, 2006)
- Fighter (sammen med Nikolaj Arcel og Natasha Arthy, 2007)
- Cecilie (sammen med Nikolaj Arcel, 2007)
- De fortabte sjæles ø (sammen med Nikolaj Arcel, 2007)
- Rejsen til Saturn (sammen med Nikolaj Arcel, 2008)
- Det som ingen ved (sammen med Søren Kragh-Jacobsen, 2008)
- Mænd der hader kvinder (sammen med Nikolaj Arcel, 2009)
- Flugten (sammen med Mette Heeno, 2009)
- Sandheden om mænd (sammen med Nikolaj Arcel og Lars Kaalund, også medinstruktør, 2010)
- En kongelig affære (sammen med Nikolaj Arcel, 2012)
- Blodets bånd (2013)
- I blodet (2016)